# Дело Максима Кузьмина
Максим Михайлович Кузьмин (после усыновления Макс Алан Шатто (англ. Max Alan Shatto); 9 января 2010 года — 21 января 2013 года) — российский ребёнок, усыновлённый американскими гражданами Лаурой и Аланом Шатто (англ. Alan and Laura Shatto; Гардендейл) и погибший 21 января 2013 года, по заключению большого жюри присяжных (grand jury) округа Эктор, в результате несчастного случая.

## Раннее детство в России
Родился первым ребёнком в неблагополучной семье. Мать, Юлия Сергеевна Кузьмина, — также из неблагополучной семьи, с 11 лет воспитывалась без отца матерью-алкоголичкой, была исключена из школы в 9 классе. Брат Юлии покончил с собой. Жила в городе Гдов Псковской области, торговала на рынке грибами и ягодами. После рождения старшего сына Максима, устроилась на работу в Пскове дорожной рабочей, оставив сына с бабушкой. Впоследствии Максим был изъят из семьи социальными службами по причине недостаточного ухода за ним. Брат Максима Кирилл, от другого отца, также был изъят из семьи. За время нахождения Максима в приюте мать ни разу его не навестила. В октябре 2011 года лишена судом родительских прав.

## Усыновление американцами
Граждане США, инженер-нефтяник Аллан Шатто и его жена, преподаватель экономики Лора Шатто, начали процедуру усыновления 3-летнего Максима Кузьмина и его младшего брата Кирилла (после усыновления Кристофер Элвин) в мае 2012 года, воспользовавшись услугами Центра по усыновлению Глэдни (англ. Gladney Center for Adoption) — организации со 125-летней историей, занимавшейся усыновлениями российских детей на протяжении двух десятилетий. На усыновление двух русских детей супруги Шатто потратили бо́льшую часть своих сбережений: 43 000 долларов США, не считая расходов на три поездки в Россию.
Решение об усыновлении братьев Кузьминых супругами Шатто было принято Псковским областным судом и вступило в силу 23 октября 2012 года. До этого времени Максим находился в Печорском доме ребёнка, откуда в США попал также и Дмитрий Яковлев. По сообщению его главного врача Натальи Вишневской, у Максима был компенсированный порок сердца. У обоих мальчиков оставалось российское гражданство.
В ряде российских СМИ появилась информация, что в ходе прокурорской проверки законности усыновления Кузьминых иностранцами якобы были получены данные о возможной фальсификации документов, указывающие на то, что братьев, в нарушение действующего законодательства, могли скрывать от потенциальных российских усыновителей. В результате этих публикаций, по словам старшего помощника прокурора Псковской области по связям со средствами массовой информации и взаимодействию с общественностью Ярославой Таракановой, в нарушение действующего законодательства были разглашены персональные данные потенциальных усыновителей, поэтому прокуратура, наряду с проверкой подлинности документов об усыновлении, занялась также поиском источников утечки этой информации.

## Обстоятельства гибели
В соответствии с официальным заявлением окружного шерифа Марка Доналдсона, сделанным им через месяц после гибели ребёнка, 21 января 2013 года Макс Шатто играл с братом Кристофером на детской площадке с горками и качелями, оборудованной приёмными родителями около их дома в городке Гардендейл (Техас). Приёмная мать Максима Лора Шатто, по её словам, ненадолго отлучилась в туалет, а по возвращении увидела Максима на детской площадке, лежащего на спине без сознания. Где в это время находится приёмный отец Аллан Шатто, шериф не указал[значимость факта?]. В 16:49 по местному времени Лора позвонила в службу спасения 911, сообщив, что ребёнок не дышит. Под руководством оператора 911 Лора пыталась реанимировать Максима в течение 20 минут. Сотрудники службы 911 прислали скорую помощь и полицию, предупредив, что, вероятно, речь идёт об остановке сердца. Полиция прибыла, когда скорая помощь увозила ребёнка в окружную больницу Medical Center Hospital, расположенную в городе Одесса, где в 17:43 врачи констатировали его смерть.
Судмедэксперт Сондра Вульф, вызванная в больницу для установления причины смерти мальчика, заявила: «Моё расследование началось в госпитале. Но то, что я знаю, это что мать нашла мальчика во дворе дома в бессознательном состоянии. Она позвонила „911“ и приступила к оказанию первой помощи. Потом на место происшествия прибыли парамедики, они доставили мальчика в реанимацию. Всё это время врачи боролись за жизнь Максима. В больнице тоже проводились реанимационные действия, однако спасти его не удалось и врач объявил о смерти».

## Похороны
Максим Кузьмин был похоронен 30 января 2013 года на принадлежащем семье Шатто участке кладбища в городке Растон (Луизиана). Организовала и оплатила похоронную церемонию, проходившую в светском похоронном доме, приёмная бабушка мальчика. На церемонии присутствовали его приёмные родители с младшим братом и их родственники, а также настоятель местной католической церкви Святого Фомы Аквинского Фрэнк Фолио.

## Действия российских дипломатов в США
Как сообщили прессе сотрудники российского консульства в Техасе, после похорон Максима Кузьмина неофициальная информация о гибели трёхлетнего российского гражданина поступила в посольство России в США со ссылкой на опубликованный в одной из луизианских газет некролог (второй некролог был опубликован в газете, выходившей в Техасе). В связи с тем, что Госдепартамент США не проинформировал российские власти непосредственно после гибели Максима, а также отсутствии официальных заявлений со стороны техасских властей, проводивших следствие, консульский отдел в Техасе получил указание самостоятельно собрать об этом доступную информацию.
11 февраля 2013 года, до появления всех официальных заявлений представителей федеральных властей США и штата Техас, сотрудники российского консульства в Техасе посетили семью Шатто и встречались с представителями следствия. В результате, как утверждают российские дипломаты, им удалось узнать о том, что приёмные родители неоднократно водили Максима к врачу-педиатру, назначившему ему психотропные успокаивающие средства, а также о наличии на теле погибшего мальчика неких «следов» и о кровоизлиянии в брюшной полости. Также им стало известно, что после смерти Максима техасские власти ограничили общение приёмной матери Лоры Шатто с младшим братом Максима Кириллом 2 часами в сутки.
По мнению представителей американской прессы, освещавших эти события, в ходе указанных встреч российских чиновников с представителями следствия произошла утечка информации, после которой стало невозможно замалчивать наличие на теле погибшего мальчика синяков.

## Расследование и установление причин смерти
Окружное бюро судебно-медицинской экспертизы официально отказалось обнародовать предварительное заключение о причине смерти Макса Шатто, и запретило своим сотрудникам, а также сотрудникам полиции штата Техас распространять любую информацию об этом, сославшись на необходимость проведения экспертиз, на что требуется ещё 8-12 недель. По словам судмедэксперта Сондры Вулф, которую вызвали в больницу сразу после смерти ребёнка, на этом этапе не было никаких причин говорить и о том, что приёмная мать давала мальчику «сильнодействующие психотропные препараты», а бюро судебно-медицинской экспертизы округа не планирует передавать никакой информации до завершения всех необходимых процедур.
Старший судмедэксперт округа Эктор Ширли Стэндефер в интервью «Ассошиэйтед пресс» признала, что при осмотре тела погибшего мальчика были зафиксированы синяки, однако подчеркнула, что они могли возникнуть и при столкновении на бегу с какими-либо предметами.
Окружной шериф Марк Доналдсон сообщил о проведённом вскрытии тела Макса Шатто, указав, что при этом присутствовал один из его заместителей.
Представитель Техасского департамента семьи и службы защиты Патрик Кримминс (Patrick Crimmins) сообщил, что его служба ведёт расследование, основанием для которого послужила жалоба, полученная в день смерти мальчика 21 января 2013 года, о том, что Максим подвергался физическому насилию и за ним не было надлежащего присмотра.
28 февраля 2013 года адвокат семьи Шатто Майкл Дж. Браун (Michael J. Brown) выступил с заявлением, в котором признал, что приёмные родители давали Максиму Кузьмину назначенные врачами медицинские препараты от синдрома дефицита внимания и гиперактивности.
28 февраля 2013 стали известны слова сотрудницы социальной службы США Домини: «Я уверена, что мальчик (Макс Алан — Максим) погиб в доме усыновителей в результате жестокого обращения со стороны приёмной матери».
В предварительном патологоанатомическом исследовании лаборатории клиники города Форт-Уорт, произведённом после констатации смерти Максима Кузьмина говорилось: «При осмотре тела выявлены многочисленные повреждения головы и ног (ушибы, гематомы, ссадины)… Повреждения брюшной полости и внутренних органов, которые могли быть вызваны сильным ударом (ударами)».
Следователи управления шерифа округа Итона и Джонса высказали следующую точку зрения: «Гибель ребёнка Макса Алана Шатто относится к тем редким случаям, когда крайне сложно определить настоящего преступника. К сожалению, нет ни одного свидетеля — очевидца инцидента. Мать мальчика Лаура Ле Энн Шатто может быть не единственным подозреваемым. Мы также продолжаем расследование и в отношении отца Аллана Гари Шатто. Расследование в отношении обоих усыновителей будет продолжено».
Менеджер по связям с прессой Техасского департамента по защите семьи Патрик Кримменс подтвердил наличие у некоторых сотрудников его ведомства, проводящих расследование, мнения о смерти Максима Кузьмина от жестокого обращения со стороны приёмной матери, отметив, что следствие ещё не пришло к окончательному решению: «Нам известно об утверждениях, которые предположительно были высказаны следователем Департамента по защите семьи (Child Protective Services (CPS)), который занимается расследованием дела Макса Шатто и, которые [утверждения] стали достоянием общественности. Наше расследование все ещё продолжается, и это неуместно и неверно утверждать, что мы вынесли решение в этом деле. Существует два голословных утверждения. Мы не вынесли решения — стало ли причиной смерти Макса Шатто физическое насилие, также мы не вынесли решения о том, что причиной смерти стал небрежный надзор».
1 марта 2013 года на пресс-конференции шерифа округа Эктор штата Техас Марка Доналдсона офис судмедэкспертов графства Эктор обнародовал причину смерти, которая базируется на результатах вскрытия, проведённого судмедэкспертами графства Тарант. Согласно заключению «причиной смерти мальчика стал разрыв брыжеечной артерии в области кишечника из-за тупой травмы в области живота». Во время пресс-конференции офицер суда Джон Вандерлаан (Jon Vanderlaan) огласил результаты расследования офиса окружного шерифа: «Причиной смерти трёхлетнего русского усыновленного мальчика Макса Шатто был несчастный случай». По словам принимавшего участие в пресс-конференции окружного прокурора Бобби Блэнда: «В его организме не обнаружено следов лекарств… Синяки и ссадины на теле ребёнка согласуются с тем, что они не были нанесены ему посторонними лицами… Базируясь на медицински обоснованной вероятности, причиной смерти был несчастный случай. Эти результаты были проверены тремя различными патологоанатомами графства Тарант. Также они были перепроверены приглашённым независимым судмедэкспертом. Все специалисты пришли к заключению, что причиной смерти Макса Шатто стал несчастный случай. Вышесказанное базируется на документах следствия, а также медицинской истории ребёнка и результатов вскрытия… мальчик имел психическое расстройство, которое проявлялось в нанесении себе ран… Относительно сообщения, что медицинские препараты могли стать причиной смерти. На момент смерти медицинские препараты или лекарства не были обнаружены в организме ребёнка. Токсикологическая экспертиза дала негативный результат». Прокурор также сказал, что расследование продолжается, поскольку «и несчастные случаи могут повлечь за собой уголовную ответственность». Как утверждает «The Dallas Telegraph», ранее Макс Шатто наблюдался у доктора с диагнозом «поведенческое расстройство», которое проявлялось в членовредительстве, синяки на теле ребёнка соответствуют этому диагнозу. В этот же день менеджер по связям с прессой Техасского департамента по защите семьи (Child Protective Services) Патрик Кримминс сообщил, что по результатам проведённого ими расследования «никаких нарушений не выявлено».
18 марта 2013 года дело было рассмотрено большим жюри (grand jury) округа Эктор, которое постановило, что не имеется доказательств, достаточных для возбуждения обвинения в суде (indictment) против приёмных родителей Максима Кузьмина. Смерть была признана несчастным случаем, причиненным, по всей видимости, ударом об оборудование детской площадки. Окружной прокурор (district attorney) заявил о согласии с решением жюри и прокомментировал решение следующим образом: «Когда столь трагическим образом погибает маленький ребёнок, естественно желать, чтобы виновный ответил перед законом за его смерть. Однако в данном случае не имеется никаких доказательств для привлечения кого-либо к уголовной ответственности». Эти юридические действия являются последним этапом процедуры расследования при подозрении на совершение уголовного преступления и означают, что все следственные действия завершены, а Алан и Лаура Шатто свободны от обвинений.
23 марта американская газета «Odessa American» опубликовала статью, содержащую изложение материалов экспертного заключения по результатам вскрытия. На теле Максима Кузьмина было обнаружено более 30 синяков, ссадин и царапин в различных стадиях заживления, ни один из которых не был причиной смерти. Приёмные родители объяснили наличие этих повреждений аутоагрессивным поведением ребёнка, постоянно стремившегося причинить себе боль. Приёмные родители обращались с жалобами на опасное поведение ребёнка к врачу, были вынуждены не только коротко остричь ребёнку ногти, но и надевать на него во время сна перчатки. Врач прописал ребёнку лекарство, используемое для лечения шизофрении, за 4 дня до смерти Максима родители перестали давать ему препарат, будучи обеспокоенными его побочными эффектами. Экспертиза подтвердила объяснения приёмных родителей и лечащего врача, и сочла, что повреждения на теле ребёнка были нанесены им самим вследствие психического расстройства. Точная причина травмы, повлекшей за собой смерть ребёнка, не была установлена.
12 апреля 2013 года «Комсомольская правда» опубликовала следующую версию: «…Как следует из документа, переданного американцами Следственному комитету России, приёмная мать „била Максима по животу и спине, чтобы избавить от приступа удушья“. Надо сказать, что такой метод действительно существует. Имеется в виду один из вариантов приёма Геймлиха (англ. Abdominal thrusts) — задыхающегося ребёнка кладут на колено и бьют по спине ладонью. Однако Лора Шатто, женщина, скажем так, не хрупкая, применила к трехлетнему ребёнку взрослый вариант этой экстренной терапии — когда удар кулаком наносится в живот под ребра. По мнению экспертов, это и могло стать причиной травмы внутренних органов, в итоге приведшей к гибели несчастного. Удушье тогда действительно прошло, но на следующий день „мальчик плохо себя почувствовал, отказался от еды, и Лора отправила его на детскую площадку — подышать воздухом“. Когда же приёмная мать обнаружила, что он находится без сознания, то решила опробовать ещё более экзотический метод реанимации — „подняла его за шею и трясла изо всех сил“. При этом Пушков отметил, что скорее всего „смерть ребёнка не была целью приёмной матери, но если действительно применялись все описанные методы, то это вполне могло привести к разрыву внутренних органов и смерти“».
По сообщению общественной организации соотечественников «Российско-американский институт гражданского общества» от 4 мая 2013 года, техасский Департамент по защите семьи и социальной защиты закончил расследование в отношении приёмных родителей, не выявив фактов небрежного обращения, отсутствия необходимого надзора или ненадлежащего обращения с ребёнком.

## Реакция в России
18 февраля 2013 года уполномоченный при президенте РФ по правам ребёнка Павел Астахов написал в своём Твиттере: «В штате Техас приемной матерью убит 3-летний российский ребёнок». Российские государственные СМИ поддержали заявления об убийстве, утверждая, что приёмная мать избивала Максима и давала ему психотропный препарат риспердал, в котором мальчик не нуждался, а также обвинив власти США в том, что те пытались «замолчать» происшествие. По Глава комитета Госдумы по вопросам семьи, женщин и детей Елена Мизулина пригласила на заседание комитета американского посла в РФ Майкла Макфола.
Кампания по освещению данного события в СМИ была развёрнута на фоне принятия Госдумой несколькими месяцами ранее закона, запрещающего усыновление российских сирот гражданами США.
19 февраля Следственный комитет РФ возбудил уголовное дело по факту убийства, ч. 2 статьи 105 УК РФ (убийство малолетнего или иного лица, заведомо для виновного находящегося в беспомощном состоянии). В СК заявили, что намерены ходатайствовать об объявлении приёмной матери Максима в международный розыск. По утверждению представителя Министерства иностранных дел России, при осмотре тела ребёнка были выявлены множественные повреждения головы и ног, а в ходе вскрытия патологоанатомы обнаружили повреждения брюшной полости и внутренних органов, которые могли быть вызваны сильным ударом.
По данным «Коммерсанта», 20 февраля российские дипломаты в частном порядке принесли извинения техасским чиновником «за излишне эмоциональную» реакцию официальной Москвы. На встрече с журналистами в среду Павел Астахов также не стал настаивать на версии о жестоком обращении с ребёнком. «Соглашусь с вами, — сказал уполномоченный при президенте РФ по правам ребёнка, — вначале мы говорили об убийстве, потом поправились и теперь говорим о гибели приёмного ребёнка в семье».
19 февраля Астахов, ранее заявлявший, что причиной смерти Максима Кузьмина стали «жестокие побои», нанесённые приёмной матерью, в интервью телеканалу «Россия 24» заявил, что она должна быть привлечена к уголовной ответственности за то, что оставила ребёнка одного на детской площадке.

### Юлия Кузьмина
На фоне трагедии Павел Астахов объявил о том, что есть все основания для возвращения брата Максима, Кирилла, его биологической матери Юлии Кузьминой, которая, по его словам, «перестала вести асоциальный образ жизни».

#### «Прямой эфир»
21 февраля на телеканале «Россия-1» состоялось ток-шоу «Прямой эфир», участие в котором приняли Юлия Кузьмина, её сожитель Владимир Антипенко, уполномоченный МИД по правам человека Константин Долгов, депутат Государственной думы Екатерина Лахова, начальник отдела опеки и попечительства управления социальной защиты Псковской области Валентина Чернова, главный редактор журнала «Православная беседа» Валентин Лебедев, специальный корреспондент «Комсомольской правды» Антон Арсланов, писатели Мария Арбатова и Олег Рой.
Кузьмина заявила о том, что исправилась и готова бороться за своего второго сына — Кирилла, который пока находится в приёмной семье. В этом её поддержал сам Астахов (хотя ребёнок являлся гражданином США, и решение о его возвращении могли принять только американские власти).
Екатерина Лахова и Мария Арбатова высказались в защиту Кузьминой против органов опеки, которые, как они считают, выступили в пользу бездушных американцев. С их слов, детей фактически украли и продали американцам. В адрес граждан США, усыновлявших российских сирот, высказывалось только порицание. Журналист Ольга Бакушинская (как и, позже, другие её коллеги) посчитали программу предвзятой.
После передачи Юлия Кузьмина со своим сожителем возвращалась домой на поезде «Москва—Псков», но их высадили с поезда на станции в Старой Руссе за буйное поведение, которые они устроили в состоянии алкогольного опьянения в вагоне. Нетрезвую молодую пару с поезда забрал наряд патрульно-постовой службы.
На следующий день Павел Астахов не смог прокомментировать поведение Кузьминой, так как, по словам его пресс-секретаря, у него пропал голос, он заболел и отменил все интервью. Однако ближе к вечеру этого дня он заявил о том, что решить вопрос восстановления родительских прав может только суд, отметив, что «в любом случае она вызывает жалость».
Позже Юлия Кузьмина утверждала, что никто её из поезда за пьяный дебош не высаживал: «Это не правда. Я уже слышала, что такое говорят. Мы нормально доехали в Псков на поезде из Москвы. Он пришёл в 07:30, потом мы на такси из Пскова приехали в Гдов. Правда, всю дорогу за мной по поезду ходил мужчина, который снимал меня на телефон и ноутбук. Пошёл за мной в вагон-ресторан, даже до туалета шёл».
Соседи и знакомые Кузьминой сообщили Псковскому агентству информации, что она продолжает вести разгульный образ жизни и так и не устроилась на работу. Её дом находится в плачевном состоянии: с выбитым окном, отключенным газом и электричеством, и в настоящее время она находится со своим сожителем Владимиром на базе отдыха на берегу Чудского озера в домике для рабочих.
Ранее псковские СМИ сообщали, что Юлия Кузьмина работает на этой турбазе уборщицей, однако владелец базы отдыха эту информацию категорически опроверг: «Она в свои 23 года вообще ни дня не работала!», — заявил предприниматель. По информации местных жителей, за участие в «Прямом эфире» Юлия Кузьмина и её сожитель получили на двоих 120 тысяч рублей.
22 февраля пресс-секретарь президента РФ Дмитрий Песков заявил о том, что квалифицировать смерть Максима Кузьмина в США как убийство или несчастный случай нельзя, пока не будет доказательств. Также он призвал умерить эмоции. В тот же день 436 депутатов Госдумы подписали обращение, в котором призывали американский Конгресс помочь с возвращением на родину Кирилла Кузьмина, брата погибшего мальчика. Депутаты назвали гибель Максима Кузьмина убийством. В ходе обсуждения один из депутатов предложил заодно «тщательно расследовать», не изымались ли у погибших в США российских детей внутренние органы.

#### После окончания расследования
После заявления властей Техаса о смерти как результате несчастного случая председатель комитета по безопасности Госдумы Ирина Яровая в интервью РИА Новости заявила, что есть серьёзные основания не доверять заявленной США версии.

## Реакция в США
Русскоязычная газета Техаса «The Dallas Telegraph» первой опубликовала местную новость о происшествии ещё 18 февраля. Газета основывалась на информации от других СМИ и своих интервью со шерифом и другими официальными лицами в западном Техасе. Позже на эту и другие публикации «The Dallas Telegraph» по теме ссылались многие американские и российские СМИ.

## Действия российских дипломатов в США
Как сообщили прессе сотрудники российского консульства в Техасе, после похорон Максима Кузьмина неофициальная информация о гибели трёхлетнего российского гражданина поступила в посольство России в США со ссылкой на опубликованный в одной из луизианских газет некролог (второй некролог был опубликован в газете, выходившей в Техасе). В связи с тем, что Госдепартамент США не проинформировал российские власти непосредственно после гибели Максима, а также отсутствии официальных заявлений со стороны техасских властей, проводивших следствие, консульский отдел в Техасе получил указание самостоятельно собрать об этом доступную информацию.
11 февраля 2013 года, до появления всех официальных заявлений представителей федеральных властей США и штата Техас, сотрудники российского консульства в Техасе посетили семью Шатто и встречались с представителями следствия. В результате, как утверждают российские дипломаты, им удалось узнать о том, что приёмные родители неоднократно водили Максима к врачу-педиатру, назначившему ему психотропные успокаивающие средства, а также о наличии на теле погибшего мальчика неких «следов» и о кровоизлиянии в брюшной полости. Также им стало известно, что после смерти Максима техасские власти ограничили общение приёмной матери Лоры Шатто с младшим братом Максима Кириллом 2 часами в сутки.
Пресс-секретарь Службы по защите детей в США Пол Циммерман заявил: «Нам сейчас надо быть очень осторожными с информацией, тем более что русские пытаются сделать из этого сенсацию».
Государственный департамент США назвал заявления детского омбудсмена и уполномоченного МИД РФ по правам человека Константина Долгова о непредоставлении доступа к информации, а также их заключения о причинах смерти ребёнка «безответственными» и «абсолютно неверными».
Представитель Государственного департамента США Виктория Нуланд публично заявила, что «никто ни здесь, ни где-либо в мире не должен перескакивать к заключениям об обстоятельствах дела до тех пор, пока полиция не имела возможности завершить расследование».
21 февраля окружной шериф штата Техас Марк Доналдсон заявил, что местные власти удивлены бурной реакцией российских официальных лиц и считают, что у чиновников в Москве нет никаких оснований обвинять приёмную семью «в пытках и убийстве» трёхлетнего ребёнка. 27 февраля Марк Доналдсон опроверг информацию, что семья Шатто избегает контактов с представителями следствия.
По мнению журналиста газеты The New York Times Дэвида Херсенхорна, трагедию вокруг смерти Максима Кузьмина Павел Астахов использует для продвижения идеи создания независимого министерства, занимающегося делами сирот.

## Последствия
Представитель Техасского департамента защиты семьи сообщил о том, что не будут рассматривать возможность возвращения в Россию Кирилла Кузьмина. Он объяснил это тем, что с учётом завершения процедуры усыновления братьев Кузьминых приёмные родители приравнены к родным. В случае лишения приёмных родителей родительских прав процедура не будет отличаться от процедуры с любым другим американским ребёнком: он останется под опекой государства или найдёт новую приёмную семью в Техасе или другом штате.